# Cybalobotys kakamegae
Cybalobotys kakamegae là một loài bướm đêm trong họ Crambidae.